# Bayerischer Poetentaler

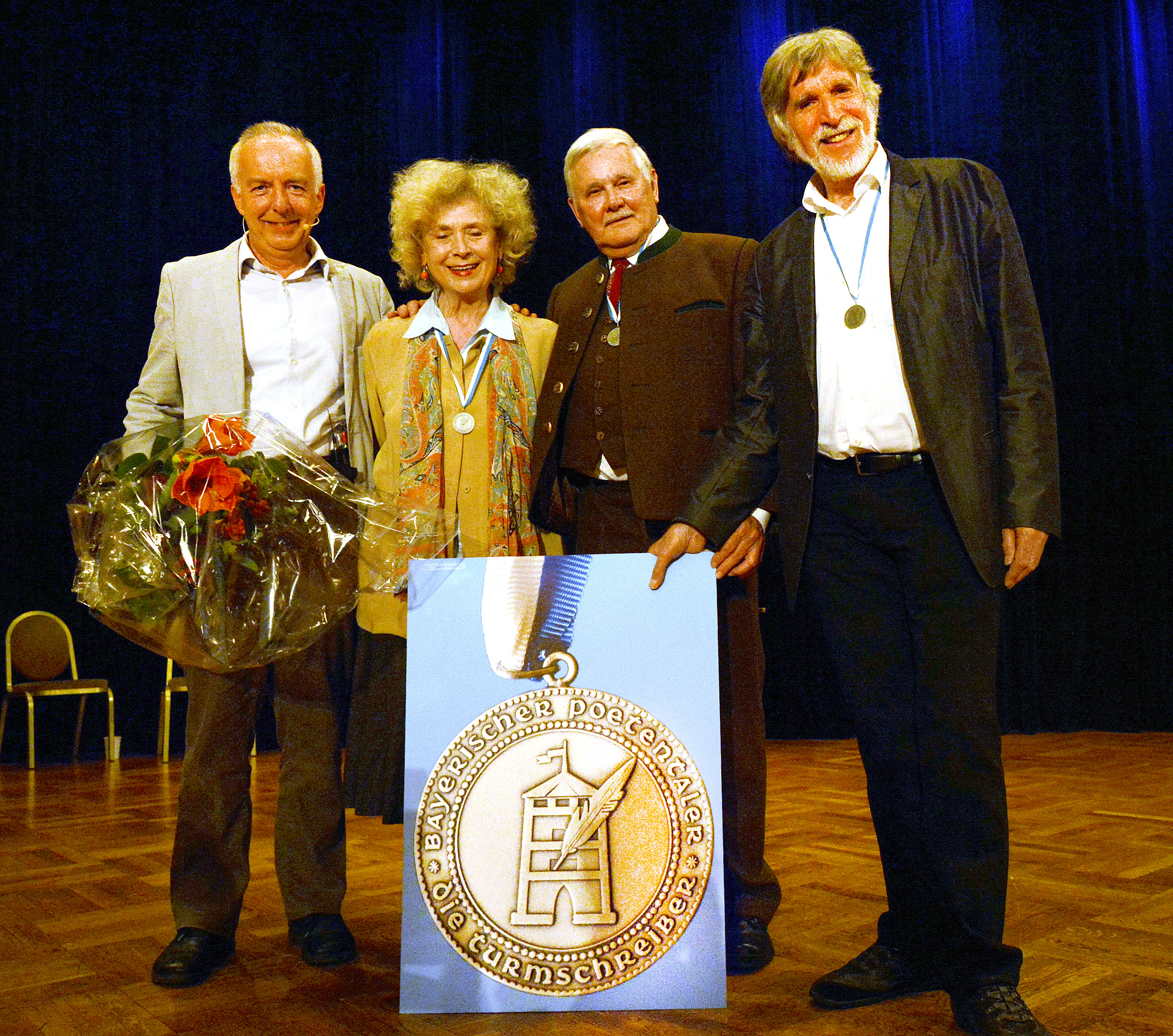
Bayerischer Poetentaler – Ausgezeichnete 2013: Hanns Meilhamer, Ilse Neubauer, Gustl Bauer, Zither-Manä

Der Bayerische Poetentaler ist eine Auszeichnung der süddeutschen Literatenvereinigung Münchner Turmschreiber. Der Poetentaler wird jährlich an Institutionen und Personen vergeben, die sich um die bayerische Kultur verdient gemacht haben.
Von 1961 bis 1973 wurden jährlich drei Preise vergeben, seit 1968 können es auch vier oder fünf sein. Ausgezeichnet werden überwiegend Autoren, Schauspieler, Kabarettisten, Sänger und Gesangs- und Musikgruppen, aber auch Politiker und Förderer.

## Preisträger

### 1961–1970
- 1961: Joseph Maria Lutz – Eduard Stemplinger – Alfred Weitnauer
- 1962: Benno Hubensteiner – Ernst Hoferichter – Hanns Vogel
- 1963: Hugo Lang – Adolf Roth – Eugen Roth
- 1964: Gustl Feldmeier – Josef Martin Bauer – Alois Fink
- 1965: Richard Billinger – Carl Orff – Erwin Schleich
- 1966: Bernhard Ücker – Ludwig Schrott – Karl Spengler
- 1967: Marieluise Fleißer – Arthur Maximilian Miller – Wugg Retzer
- 1968: Wastl Fanderl – Herbert Schindler – Anton Schnack – Friedrich Schnack
- 1969: Reinhard Raffalt – Rudolf Kriß – Herbert Schneider
- 1970: Hans Bleibrunner – Hans Fitz – Oskar Weber

### 1971–1980
- 1971: Otto Kraus – Paul Ernst Rattelmüller – Roider Jackl – Hans Wimmer
- 1972: Hannes König – Michl Lang – Georg Lohmeier – Otto Schemm
- 1973: Martin Lankes – Arthur Piechler – Siegfried Sommer
- 1974: Capella Monacensis – Annette Thoma – Emil Vierlinger – Werner A. Widmann
- 1975: Wolfgang Johannes Beckh – Paul Friedl (Baumsteftenlenz) – Stefan Schaller – Eva Vaitl
- 1976: Günter Göpfert – Hellmuth Kirchammer – Regensburger Domspatzen – Michael Schattenhofer
- 1977: Ludwig Hollweg – Robert Münster – Anton Neuhäusler (alias Franz Ringseis) – Kurt Wilhelm
- 1978: Alix du Frênes – Franz Xaver Breitenfellner – Die Förderer e. V. (Landshuter Hochzeit) – Wilhelm Lukas Kristl – Anton Wandinger
- 1979: Georg Blädel – Josef Eberwein – Werner Egk – Helmut Zöpfl
- 1980: Franz von Bayern – Erich Hartstein – Hans Pletzer – Ludwig Schmid-Wildy

### 1981–1990
- 1981: Augsburger Puppenkiste – Hans Hösl – Ludwig Kusche – Fritz Straßner
- 1982: Gustl Bayrhammer – Franziska Bilek – Alois Weichslgartner – Windsbacher Knabenchor
- 1983: Wilhelm Ludwig – Josef Oberberger – Carl Oskar Renner – Walter Sedlmayr
- 1984: Toni Berger – Fritz Meingast – Gerhard Schmidt-Gaden (Tölzer Knabenchor) – Dieter Wieland
- 1985: Hans Breinlinger – Franz Freisleder – Hans Hotter – Jugend- und Musikkorps Bad Kissingen – Hans Pörnbacher
- 1986: Hans Max von Aufseß – Michael Ende – Wolfgang Sawallisch – Werner Schlierf
- 1987: Leopold Kammerer – Otfried Preußler – Marianne und Heinz Redmann – Karl-Heinz Schickhaus
- 1988: Richard Lemp – Fred Rauch – Frieda Sembach-Krone – Sing- und Musizierkreis Seeon
- 1989: Anton Besold – Alexander von Branca – Harald Dietl – Erni Singerl
- 1990: Leopold Ahlsen – Toni Goth – Franz Kuchler – Willy Purucker – Anna Wimschneider

### 1991–2000
- 1991: Hans Berger – Walter Flemmer – Heino Hallhuber – Hans Prähofer
- 1992: Ellis Kaut – Ernst Maria Lang – Herbert Rosendorfer – Rolf Wilhelm
- 1993: Manfred Bacher – Werner und Nannette Bald – Werner Specht – Michael Stiegler
- 1994: Fritz Fenzl – Enoch zu Guttenberg – Otto Meitinger – Hugo Strasser – Reiner Zimnik
- 1995: Ernst Otto Fischer – Kurt Graunke – Odilo Lechner – Alfons Schweiggert
- 1996: Florian Besold – Veronika Fitz – Peter Grassinger – Münchner Orchesterverein Wilde Gungl e. V.
- 1997: Sepp Eibl – Hans Fischach – Georg Maier – Rudolf Seitz
- 1998: Augsburger Domsingknaben – Ernst Krammer-Keck – Robert Naegele – Josef Wahl
- 1999: Armin Eichholz – Fraunhofer Saitenmusik – Klaus Kiermeier – Walter Lindermeier
- 2000: Werner Herzog – Wilfried Hiller – Ernestine Koch – Hans F. Nöhbauer

### 2001–2010
- 2001: Ruth Drexel – Josef Steidle – Christian Ude – Sepp Winkler
- 2002: Josef Fendl – Janosch – Christine Neubauer – Ensemble Zapf’nstreich
- 2003: Silke Aichhorn – Margret Hölle – Helmut Seitz – Jutta Speidel
- 2004: Couplet-AG – Jörg Hube – Jutta Makowsky – Winfried Zehetmeier
- 2005: Frank-Markus Barwasser – Hans-Jürgen Buchner – Gert Heidenreich – Erich Jooß – Lotte Roth-Wölfle
- 2006: Hedi Heres – Dieter Hildebrandt – Walter Rupp – Günther Sigl und seine Spider Murphy Gang
- 2007: Martha Schad – Michael Skasa – Notker Wolf
- 2008: Biermösl Blosn – Gerhard Polt – Norbert Göttler – Reinhard Wittmann
- 2009: Monika Baumgartner – Klaus Eberlein – Michael Groißmeier – Konstantin Wecker
- 2010: Franz Eder – Bruno Jonas – Monika Pauderer – Hans Roth

### 2011–2020
- 2011: Jo Baier – Helmut Eckl – Münchner Saitentratzer – Markus Wasmeier
- 2012: Bayerischer Rundfunk – Michael Lerchenberg – Josef M. Redl – Hardy Scharf
- 2013: Gustl Bauer – Claudia Schlenger und Hanns Meilhamer (Herbert und Schnipsi) – Zither-Manä – Ilse Neubauer
- 2014: Miroslav Nemec – Asta Scheib – Gisela Schneeberger – Traudi Siferlinger – Udo Wachtveitl
- 2015: LaBrassBanda – Anton G. Leitner – Marcus H. Rosenmüller – Christian Springer – Brigitte Walbrun
- 2016: Werner Asam – Hans Göttler – Lisa Fitz – Elmar Wepper – Tanngrindler Musikanten
- 2017: Toni Drexler – Fredl Fesl – Fitzgerald Kusz – Die Rosenheim-Cops
- 2018: Michaela May – Andreas Giebel – Friedrich Ani – Bob Ross
- 2019: Ludwig Zehetner – Maria Peschek – Christoph Süß
- 2020: Verleihung wegen der Covid-19-Pandemie entfallen

### Ab 2021
- 2021: Verleihung wegen der Covid-19-Pandemie entfallen
- 2022: Michaela Karl – Harald Grill – Luise Kinseher – Eisi Gulp
- 2023: Dieter Fischer – Ecco Meineke – Martina Schwarzmann – Josef Wittmann
- 2024: Josef Brustmann – Werner Schmidbauer – Maxi Schafroth – Beatrice Richter